# ブルース・バロン
ブルース・バロン（Bruce Baron、1949年11月15日 - 2013年4月13日）はアメリカ合衆国ニューヨーク市出身の映画俳優。ハワイで癌のため亡くなる。1971年にコーネル大学卒業。

## 人物・経歴

### 俳優としての特徴
主に香港やフィリピンと言った東南アジア限定の俳優活動で、1980年から1993年まで映画出演履歴があり、主にタフガイやニヒルな風貌を生かしたアウトロー的な役どころを演じ、主演作品もある。また、米国の人気テレビ・シリーズ『ダラス』（1985年）の香港で撮影された挿話にゲスト出演したこともある。他にもテレビ・コマーシャルにも多数出演した。
アジア以外での活動で特筆なのはフランスのジャン・マリー・パラーディー監督のフランスとベルギー合作、スペイン・ロケの『過剰摂取』（1987年/未ソフト化）があり、香港映画『ドラゴン世界を征く』（1974年）やトルコの『イスタンブールの秘宝』（1982年/未/ビデオ）、フィリピンのシルヴァー・スター・フィルム社の『コマンドー・インベイジョン』（1985年/未/ビデオ）等、アジア映画界にも縁のあるゴードン・ミッチェルが共演で、音楽はディープ・パープルのジョン・ロードが担当している。

### 香港での活動
1980年のツイ・ハーク監督作『ミッドナイト・エンジェル/暴力の掟』（未/ビデオ）に出演したのが映画俳優としての始まりで、ショウ・ブラザーズ作品等に出演の後1983年頃まで香港で活動した。その後、1985年頃までフィリピンに拠点を移したが、以降は香港を拠点に戻し、時折フィリピン等、外国へも出向いて活動を続けた。
フィルマーク・インターナショナルのトーマス・タンと並ぶ悪名高き製作者であるジョゼフ・ライが主宰するIFD社のニンジャ映画にも数本出演したが、これらは既製の香港映画や東南アジア映画に新録のアクション場面を編集したパッチワーク映画だった。また、フィリピンのシルヴァー・スター・フィルム社作品でも共演したリチャード・ハリスンも同社作品の常連で、たった2年余りの間に10数本も出演した。バロンの主演作の一本である『忍者伝説/シナンジュの秘宝』（1986年/未/ビデオ）は既製のタイ映画が原型で、タイ映画のスターであるソラポン・チャトリが元々の主演だった。因みに、チャトリの出演作品はパッチワーク映画にも幾本か見られ、『バトル・ヒーロー/秘宝強奪作戦』（1987年）（ヘラルド/ネルソンから発売済み）、『ロイヤル・ウォリアーズ/第7作戦』（1987年/未/ビデオ）（松竹から発売済み）、『ロボ・ハンター/霊幻暗黒団大戦争（ロボ・バンパイアー）』（1988年）（にっかつから発売済み）等が代表的なもので、その数は20数本にも及ぶ。
この様に香港時代は低予算映画ばかりの印象だが、西ドイツとの合作でエジプトやネパールでロケを敢行した大作『飛龍伝説/オメガクエスト』（1986年）があり、監督はテディ・ロビン・クァンで、サミュエル・ホイやティ・ロン、ジョイ・ウォン等のスターが出演している。

### フィリピンでの活動
1983年頃からは香港映画界とも繋がりのあるフィリピン映画界へ進出し、疑似米国映画を量産した香港系のシルヴァー・スター・フィルム社の『マッド・ドッグ2』（1983年/未ソフト化）でスペインからの出稼ぎ俳優のロマーノ・クリストフと共演し、『復讐！炎のコマンド』（1983年/未/ビデオ）と『バイオレントハンター』（1983年/未/ビデオ）では流浪の米国俳優、リチャード・ハリスンと共演した。準主役的な位置が目立ったが、『ダーティ・プロフェッショナル』（1984年/未/ビデオ）では主役を射止めた。当時はクリストフやマイク・モンティ、ジム・ゲインズ、ドン・ゴードン・ベル、ロバート・マリウス、渡辺ケン、ニック・ニコルスン、ロニー・パタースン、ポール・ヴァンス、デーヴィッド・アンダースン等がシルヴァー・スター・フィルム社の常連俳優で、1990年代まで多国籍の作品に出演し、監督や脚本に進出する者もいた。
このフィリピン時代にはイタリアのルッジェロ・デオダート監督（『食人族』（1979年）で知られ、｢食人監督｣と仇名される）の『アトランティス・インターセプター（レイダース・オブ・アトランティス）』（1983年/未ソフト化）（部分的には尖閣諸島の魚釣島の空撮映像がアトランティスの遠景として使用されたとインターネット・ムービー・データベースにある）の水晶のドクロを被った悪役があり、米国俳優のクリストファー・コネリーやジョージ・ヒルトン、イワン・ラシモフと言ったマカロニ・ウエスタンで鳴らしたスターとの豪華共演だった。尚、後年ホラー映画監督として知られるミケーレ・ソアヴィや在比の米国俳優であるマイク・モンティも端役出演している。
『戦場の謝肉祭』（1980年/未/ビデオ）以来、フィリピン・ロケの戦争アクション映画を連作したアントニオ・マルゲリーティ監督の『狼どもの戦場（コマンドー軍団3）』（1984年/未/ビデオ/テレビ放映）の傭兵の一人として起用された。また、アーネスト・ボーグナインやリー・ヴァン・クリーフ等の名優と共演する機会にも恵まれた。
1985年頃にはフィリピンを後にするが、ベトナム戦争を題材にした1989年のベルギー映画『厳しい地平線』（未ソフト化）で久々のフィリピンでの出演活動を再開した。

## フィルモグラフィ
- 『マッド・ドッグ2』（1983年/未ソフト化）ジョン・ゲール（ジュン・ガラルド）監督、ロマーノ・クリストフ、マイケル・ジェームズ、ドン・ゴードン・ベル、スバス・ヘレロ、ジム・ゲインズ、ロバート・マリウス出演
- 『バイオレントハンター』（1983年/未/ビデオ）（東宝から発売済み）テディー・ページ監督、リチャード・ハリスン、ジム・ゲインズ、ドン・ゴードン・ベル、フィリップ・ガンボア出演
- 『復讐！炎のコマンド』（1983年/未/ビデオ）（日本コロムビアから発売済み）テディー・ページ監督、リチャード・ハリスン、ルエル・ヴァーナル、マイク・モンティ、ジム・ゲインズ出演
- 『アトランティス・インターセプター』（1983年/未ソフト化）ロジャー・ロックフェラー（ルッジェロ・デオダート）監督、ジーノ・デ・ロッシ特殊効果、ジャネット・デ・ロッシ特殊メイク、クリストファー・コネリー、トニー・キング、イワン・ラシモフ、ジョージ・ヒルトン、マイケル・ソアヴィ（ミケーレ・ソアヴィ）、マイク・モンティ出演
- 『ダーティ・プロフェッショナル』（1984年/未/ビデオ）（CIC/ビクターから発売済み）ジョン・ロイド（テディー・ページ）監督、ロバート・メースン（ロバート・マリウス）、マイク・モンティ出演
- 『狼どもの戦場（コマンドー軍団3）』（クレジットなし）（1984年/未/ビデオ/テレビ放映）（大映から発売済み）アンソニー・M・ドースン（アントニオ・マルゲリーティ）監督、リュウイス・コリンズ、リー・ヴァン・クリーフ、アーネスト・ボーグナイン、クラウス・キンスキー、ミムジー・ファーマー出演
- 『熱い復讐』（1985年/未ソフト化）エドワード・D・マーフィー監督、リチャード・ハッチ、マイケル・J・ポラード、ロバート・ウォーカー出演
- 『忍者伝説/シナンジュの秘宝』（1986年/未/ビデオ）（大陸書房から発売済み）ゴッドフリー・ホー監督、ステュアート・スミス、ソラポン・チャトリ（別作品からのフッテージ流用）出演
- 『飛龍伝説/オメガクエスト』（1986年/未/ビデオ）（ハミングバード/ビクター音楽産業から発売済み）テディー・ロビン監督、出演、サミュエル・ホイ出演
- 『過剰摂取』（1987年/未ソフト化）ジャン・マリー・パラーディー監督、ゴードン・ミッチェル、ジェス・アーン出演
- 『厳しい地平線』（1989年/未ソフト化）ガイ・リー・サイズ監督、マリリン・バウティスタ、ジョーニー・ガンボア出演